# Liste de plats à base de crabe

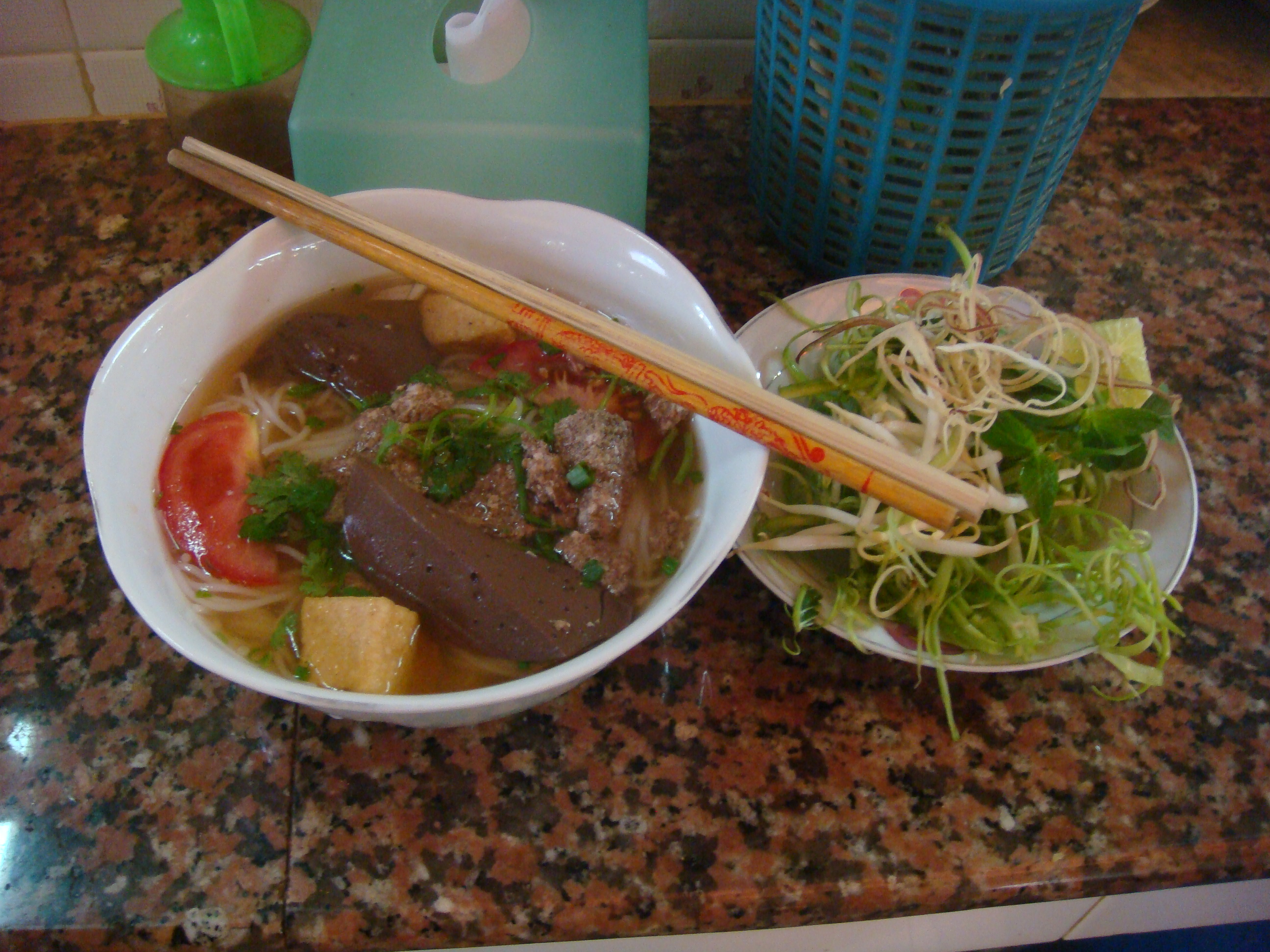
Bún riêu.

Les différentes espèces de crabe sont utilisées dans un grand nombre de préparations culinaires.

## Liste
- Bisque (France) : potage consistant en un coulis onctueux de crustacés (homard, crabe, poulpe ou écrevisses) très assaisonné et additionné de crème fraîche.
- Bún riêu (Vietnam) : crabe servi accompagné d'un bouillon de tomates garni de crabe ou d'une pâte de crevettes.
- Chili de crabe (Malaisie, Singapour) : crabe frit accompagné d'une sauce à la tomate et au chili.
- Crab cake (États-Unis) : sortes de beignets composés de chair de crabe et autres ingrédients (chapelure, lait, mayonnaise, œufs, oignons jaunes)[1].
- Crab dip (États-Unis) : sorte de gratin à base de miettes de chair de crabe et de cream cheese, servi comme trempette (dip).
- Crabe au poivre noir (Singapour) : crabe frit avec une marinade à base de poivre noir.
- Crabe sauce d'huître (Chine, Indonésie, Singapour, Philippines) : crabe servi accompagné d'une sauce aux huîtres.
- Kepiting saus Padang ou crabe sauce Padang (Indonésie) : crabe accompagné d'une sauce très épicée.
- Croquette de crabe (Cuba, Floride).
- Gejang (Corée).
- Soupe de crabes femelles (sud des États-Unis) : potage épais semblable à la bisque fait à partir de crème fraîche, de chair de crabe ou de poisson et d'un trait de xérès sec.
- Soupe de maïs au crabe (Chine, diaspora chinoise en Amérique du Nord) : velouté composé de maïs, de blanc d'œufs et de chair de crabe.